# Tiphobiosis childella
Tiphobiosis childella là một loài Trichoptera trong họ Hydrobiosidae. Chúng phân bố ở miền Australasia.